# 스리피트라인 아웃
스리피트라인 아웃은 야구 규칙 중 하나이다. 아웃 규칙 중 하나이다. 스리피트라인 아웃은 타자(또는 주자)가 태그를 피하기 위해 루와 루사이를 연결하는 가상의 직선에서 91.4cm(3피트) 이상 떨어져 주루했을 때 타구를 처리하는 야수를 피해 달린것과 원심력 때문에 밀려난 것은 상관없다. 스리피트라인 아웃이 적용된다. 스리피트라인 아웃이 적용이 되면 그 타자(혹은 주자)는 아웃으로 처리되며, 그외 다른 주자는 아웃이 되지 않는다. 스리피트라인 아웃을 범한 주자만 아웃된다.